# الأكاديمية السودانية الوطنية للعلوم
الأكاديمية السودانية الوطنية للعلوم (اختصارًا SNAS) هي منظمة غير حكومية مقرها الخرطوم، السودان، تهدف إلى تعزيز نمو قطاع العلوم والبحوث في السودان من خلال التعاون في مجالات التعليم والعلوم والتكنولوجيا والبحوث.

## تاريخ
تأسست الأكاديمية من قبل مجموعة من العلماء السودانيين في عام 2005 من بينهم أحمد محمد الحسن ومنتصر إبراهيم. أحمد محمد الحسن هو الرئيس المؤسس لـ الأكاديمية، وخلفه رئيس الأكاديمية محمد حاج علي حسن، الذي شارك في تأسيس العديد من المجالس العلمية وهو أيضًا رئيس الأكاديمية العالمية للعلوم. اعتبارًا من أبريل 2023، كان نائب رئيس الأكاديمية هو منتصر إبراهيم، والأمين العام هو مصطفى الطيب، وأمين الصندوق سعاد سليمان.

## الأهداف والعمل
الأكاديمية الوطنية السودانية للعلوم هي منظمة مستقلة غير ربحية تتكون من علماء سودانيين بارزين في البلاد وخارجها، وبعض العلماء الأجانب البارزين مدعوون لأعضاء. يقع مقرها الرئيسي مؤقتًا في جامعة الخرطوم.
تعتبر المنظمة أعلى مؤسسة أكاديمية في السودان وتعمل على دعم وتعزيز البحث العلمي والابتكار في البلاد. تتمثل الأهداف الرئيسية للأكاديمية في رفع مستوى البحث النظري والتطبيقي وتطويره في السودان، وكذلك إنشاء مرصد وطني للعلوم والتكنولوجيا والابتكار.
تعقد الأكاديمية ورش عمل ودورات تدريبية، مثل بناء القدرات لإنشاء مرصد وطني للعلوم والتكنولوجيا والابتكار في السودان ورصد وقياس مؤشرات العلوم والتكنولوجيا والابتكار. تشارك الأكاديمية في أنشطة مختلفة مثل تنظيم الأحداث والمحاضرات العلمية، ودعم البحث العلمي، وتقديم دورات تدريبية في العلوم والتكنولوجيا والابتكار. أكملت الأكاديمية أكبر مشروع علمي ممول من الوكالة الأمريكية للتنمية الدولية (USAID)، والذي كان دعوة لإجراء دراسات حول الفول السوداني وعلوم الأفلاتوكسين في تعدين الذهب في السودان.
شاركت الأكاديمية في الاحتفال بأسبوع السودان وتنظيم محاضرة المجتمع الثالثة بالتعاون مع معهد الخرطوم للأبحاث العلمية.

## الأعضاء
انتخبت الأكاديمية علماء سودانيين بارزين كأعضاء. من بين أعضاء الأكاديمية الفاتح الطاهر (أستاذ الهيدرولوجيا والمناخ صاحب الجلالة الملك بوميبول في معهد ماساتشوستس للتكنولوجيا)، محمد الأمين أحمد التوم (أستاذ الرياضيات وأول وزير للتعليم بعد الثورة السودانية) في عام 2007، نمر البشير (أستاذ في جامعة تكساس إيه آند إم في قطر) عام 2022، وأحمد حسن فحل (أستاذ الجراحة بجامعة الخرطوم) في عام 2007.